# Xenofòbia

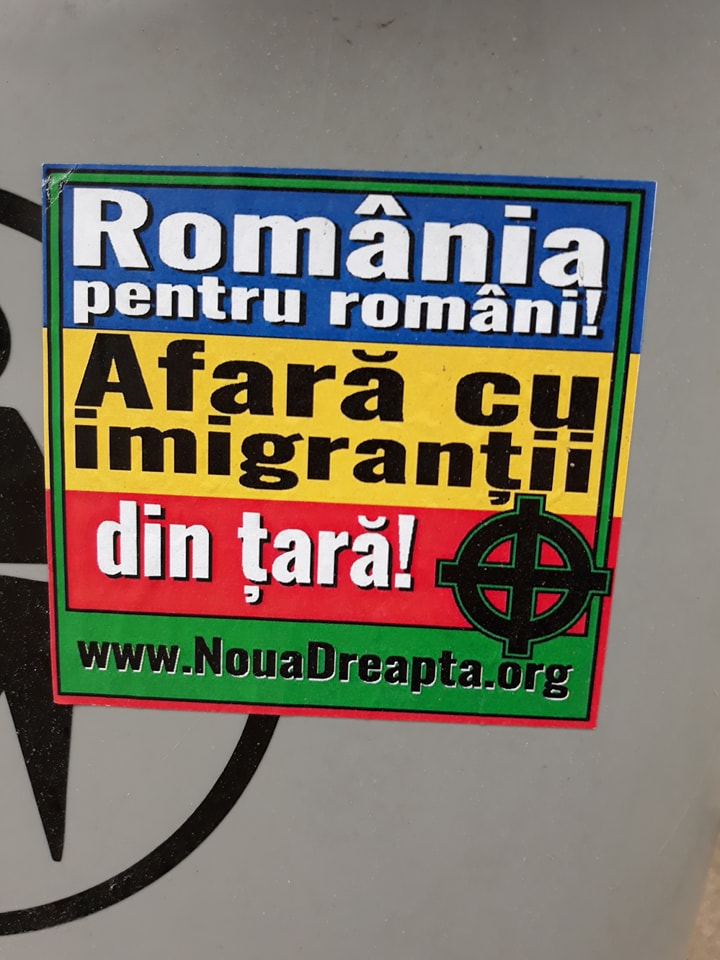
Adhesiu de Noua Dreaptă a una paperera de Cluj-Napoca que diu «Romania per als romanesos! Fora els immigrants del país!».

La xenofòbia (del grec fobos, "por", i xenos, "forasters" o "estrangers") és l'animadversió cap a persones o cultures diferents, o considerades com a estrangeres. És el contrari de l'al·lofília.
Segons la UNESCO, els significats dels termes "xenofòbia" i "racisme" sovint se superposen, però tenen significats diferents:
- La xenofòbia se sol basar en aspectes de cultura (s'oposa, per tant a la interculturalitat), religió (en les nostres societats, les més habituals són la islamofòbia), la cristianofòbia, etc.
- El racisme es basa únicament en la raça, l'etnicitat i ascendència.

Es pot tractar de prejudicis racials, culturals, religiosos o simplement cap a individus. Amb el sorgiment de les ideologies feixistes al segle XX la xenofòbia va arribar a ser un problema molt greu, que encara avui perjudica moltes societats del món, tot i que no és un fenomen d'origen estrictament ideològic.